# Svenska Superligan 2007/2008
Svenska superligan 2007/2008 var Sveriges högsta serie i innebandy för herrar säsongen 2007/2008. Serien bestod av 12 lag, varav 11 lag från den förra säsongen och ett nytt lag från Division 1 som kvalade in via kvalserien. Det spelades 22 omgångar och de åtta bäst placerade lagen gick vidare till slutspel. Svenska superligan utökades till 14 lag från säsongen 2008/2009, därmed åkte endast ett lag ut ur Svenska superligan och tre lag gick upp från division 1.
Det delades ut tre poäng för vinst, en poäng vid oavgjort och ingen poäng vid förlust. Var det oavgjort vid full tid efter tre perioder fick båda lagen en poäng och matchen gick till sudden death. Om matchen avgjordes i sudden death fick det vinnande laget ytterligare en poäng, det vill säga totalt två poäng. 
Nytt för säsongen 2007/2008 var också att alla TV-sända matcher spelades på ett mörkt golv som är specialanpassat för innebandy. Även kamerapositionerna hade förändrats så att de filmade från kortsidorna istället för från långsidorna.

## Tabell
Serien bestod av 12 lag, varav de åtta bästa gick till slutspel och det sämsta åkte ner till Division 1.
Nr = Placering, S = Spelade, V = Vinster, O = Oavgjorda, F = Förluster, VÖ = Vinster på övertid, GM - IM = Gjorda mål - Insläppta mål, MSK = Målskillnad, P = Poäng
|  |                             |
|  | Till slutspel               |
|  | Nedflyttade till Division 1 |

## Slutspel

### Kvartsfinaler
Warberg, Täby, AIK och Pixbo gick vidare till semifinalerna efter att ha slagit ut Balrog, Storvreta, Falun respektive Dalen i kvartsfinalerna.
- Warbergs IC - Balrog IK: 3-0 i matcher
  - Warberg - Balrog 6-5
  - Balrog - Warberg 5-10
  - Warberg - Balrog 9-2
- Storvreta IBK - Caperio/Täby FC: 1-3 i matcher
  - Storvreta - Täby 3-2
  - Täby - Storvreta 7-6 (straffar)
  - Storvreta - Täby 3-5
  - Täby - Storvreta 6-5 (straffar)
- AIK - IBF Falun: 3-0 i matcher
  - AIK - IBF Falun 4-3
  - IBF Falun - AIK 4-5
  - AIK - IBF Falun 8-4
- Pixbo Wallenstam IBK - IBK Dalen: 3-1 i matcher
  - Pixbo - Dalen 7-2
  - Dalen - Pixbo 9-3
  - Pixbo - Dalen 6-4
  - Dalen - Pixbo 5-6 (straffar)

### Semifinaler
Warberg och AIK vidare till final efter att ha vunnit mot Pixbo respektive Täby i semifinalserierna.
- Warbergs IC - Pixbo Wallenstam IBK: 3-0 i matcher
  - Warberg - Pixbo 5-4
  - Pixbo - Warberg 6-7 (sudden death)
  - Warberg - Pixbo 9-3
- AIK - Caperio/Täby FC: 3-1 i matcher
  - AIK - Täby 4-2
  - Täby - AIK 8-7 (sudden death)
  - AIK - Täby 5-1
  - Täby - AIK 3-9

### Final
- Warberg IC - AIK 5-4 efter straffar (2-1, 1-2, 1-1, 0-0, 1-0)
  - Publik: 14.397